# Gromada Adamów (Powiat Łukowski)
Die Gromada Adamów war eine Verwaltungseinheit in der Volksrepublik Polen zwischen 1954 und 1972. Verwaltet wurde die Gromada vom Gromadzka Rada Narodowa, dessen Sitz sich in Adamów befand und aus 27 Mitgliedern bestand.
Die Gromada Adamów gehörte zum Powiat Lubelski in der Woiwodschaft Lublin und bestand aus den Dörfern  Adamów, Gułów und Hordzieżka, ehemaligen Gromadas der aufgelösten Gmina Gułów und Flächen der ehemaligen Gromada Zakępie der aufgelösten Gmina Serokomla.

Die Gromada Adamów bestand bis zum 31. Dezember 1972 und wurde Teil der Gmina Adamów.